# Bugatti Mistral
Bugatti Mistral – hipersamochód produkowany pod francuską marką Bugatti od 2023 roku.

## Historia i opis modelu

Bugatti Mistral - tył

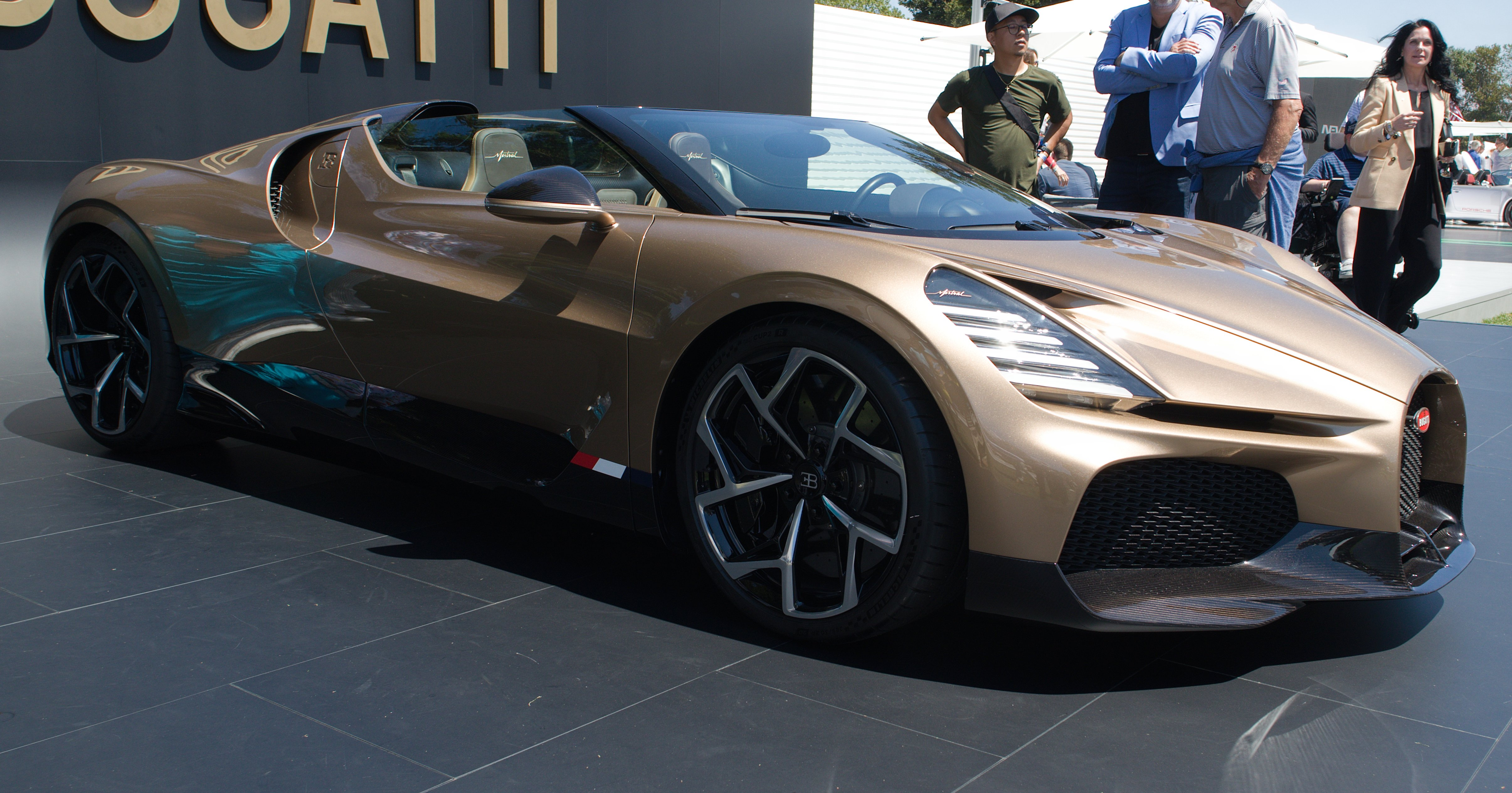
Bugatti Mistral - sylwetka

W sierpniu 2022 Bugatti zaprezentowało swój kolejny w ostatnich latach model specjalny w postaci hipersamochodu Mistral, który odegrał szczególnie istotną rolę w historii rozwoju technologicznego firmy jako ostatni klasyczny spalinowy model wyposażony w sztandarowy silnik W16. Dla podkreślenia wagi tego modelu jako punktu zwrotnego w transformacji Bugatti po fuzji z Rimacem, Mistral zyskał otwarte nadwozie typu targa, przez firmę określone jako roadster. Nazwa  pojazdu nawiązuje do suchego, porywistego wiatru Mistral wiejącego w południowej Francji z obszaru Morza Śródziemnego. Oficjalna prezentacja przed publicznością miała miejsce podczas Monterey Car Week w amerykańskiej Kalifornii tuż po internetowej prezentacji.
Pod kątem stylistycznym Mistral zyskał typową dla konstrukcji Bugatti z tego okresu awangardową stylizację z licznymi wlotami powietrza, ostrymi liniami i nietypowo ukształtowanym oświetleniem. Zarówno przednie, szeroko rozstawione reflektory, wykonane w technologii LED, jak i tylne lampy z motywem litery X, upodobniono do La Voiture Noire. Kabina pasażerska o podobnym układzie deski rozdzielczej do innych pokrewnych modeli utrzymana została w czarno-żółtej tonacji, nawiązując tym razem do ulubionego połączenia założyciela pierwowzoru francuskiej firmy, Ettore Bugattiego.
Pod kątem technicznym Bugatti Mistral spokrewnione jest z innymi konstrukcjami firmy z lat 2016–2022, jednak najbliżej jest mu do podzespołów wykorzystanych w modelu Chiron Sport. Umieszczona z tyłu jednostka W16 charakteryzuje się z kolei mocą 1600 KM, która pozwala rozpędzić się maksymalnie do prędkości 420 km/h. Układ napędowy przenosi moc na obie osie i współpracuje z siedmiostopniową dwusprzegłową automatyczną skrzynią biegów.

### Sprzedaż
Zgodnie z polityką Bugatti wobec modeli specjalnych, także i Mistral opracowany został jako ściśle limitowana konstrukcja skierowana do wyselekcjonowanego grona klientów francuskiej firmy. Wszystkie egzemplarze z zaplanowanej puli zostały wyprzedane jeszcze przed oficjalną premierą, łącznie planując zbudowanie 99 sztuk unikatowego hipersamochodu w cenie po 5 milionów euro. Dostawy pierwszych egzemplarzy zaplanowane zostały na początek 2024 roku.

### Silnik
- W16 8.0l 1578 KM